# 7003 Zoyamironova
7003 Zoyamironova è un asteroide della fascia principale. Scoperto nel 1976, presenta un'orbita caratterizzata da un semiasse maggiore pari a 3,1921429 UA e da un'eccentricità di 0,2066325, inclinata di 3,78027° rispetto all'eclittica.
È stato così chiamato in onore di Zoya Sergeevna Mironova, medico chirurgo di grande fama.